# Visszaélés
A visszaélés (idegen szóval: abúzus) általános, (jogilag vagy erkölcsileg) elítélő kifejezés arra a negatív következményekkel járó cselekményre –  többnyire folyamatosan gyakorolt rossz bánásmódra – amikor valaki önző módon, más kárára visszaél valamivel, valakit vagy valamit helytelenül „használ”, azzal helytelenül, többnyire tiltott módon bánik. Személyekkel kapcsolatban főleg az, ha valaki beosztásával, hatalmával, erejével, kapcsolataival vagy egyéb lehetőségeivel él úgy, hogy ezzel mások testi-lelki egészségét, jólétét, biztonságát, jogait vagy életét veszélyezteti. Tárgyakkal kapcsolatban a helytelen, nem rendeltetésszerű használat számít visszaélésnek (abúzusnak). Jellegénél fogva többnyire titokban történik és nem ritkán bűncselekmény.
A visszaéléseket a magyar nyelv nem egy fogalom-bokorban tárgyalja, ennek ellenére talán érthető az angol „abuse” szó "elítélendő bánásmód" jelentésköre:
- Szexuális visszaélés: nemi erőszak, zaklatás
- Fizikai visszaélés: erőszak, kínzás, kényszervallatás]
- Érzelmi, lelki visszaélés: megalázás, megfélemlítés, zsarolás
- Kábítószerrel való visszaélés: drogfogyasztás, szenvedélybetegség
- Gyermekkel való visszaélés: sérülés, fájdalom okozása, megrontás, nemi erőszak
- Házastárssal való visszaélés: családon belüli erőszak
- Idősebbekkel szembeni visszaélés: öregek otthonában, velük szemben elkövethető méltánytalanságok
- Jogokkal való visszaélés: emberi jogok megsértése
- Nyelvvel való visszaélés: trágár beszéd, hazugság, metafora
- Állatokkal való rossz bánásmód: kegyetlenkedés, állatkínzás

## Külső hivatkozások
- Visszaélés hatósági jogkörrel[halott link]
- Visszaélés gyermekotthonban[halott link]